# Josef Wolfsegger
Josef Karl Wolfsegger (* 7. Oktober 1920 in Freistadt; † 14. Oktober 2015 in Molln) war ein österreichischer Lehrer und Politiker (SPÖ). Von 1961 bis 1973 war er Abgeordneter zum Oberösterreichischen Landtag.

## Leben
Josef Wolfsegger wurde am 7. Oktober 1920 als Sohn von Josef Wolfsegger (* 8. März 1893), Motorführer bei den Staatsbahnen, und dessen Ehefrau Johanna (geborene Hinterholzer; * 6. April 1895) in Freistadt geboren und am 9. Oktober 1920 auf den Namen Josef Karl getauft. Seine Eltern hatten am 17. Juni 1919 in Pregarten geheiratet.
Wolfsegger besuchte zunächst die Volksschule in Pregarten, anschließend die Hauptschule sowie die Lehrerbildungsanstalt in Linz. 1940 wurde er zum Wehrdienst eingezogen und geriet in Kriegsgefangenschaft, aus der er 1946 zurückkehrte. Anschließend war Wolfegger Volksschullehrer in Freistadt, Gallneukirchen und Molln, wo er 1967 auch Volksschuldirektor wurde. 1981 ging er in Pension.
Wolfsegger war seit 1941 verheiratet; mit seiner Frau Hedwig hatte er drei Kinder.
Am 14. Oktober 2015, einen Tag nach seinem 95. Geburtstag, starb Wolfsegger in Molln, wo er seit Jahrzehnten gelebt hatte.

## Politisches Wirken
1948 wurde Wolfsegger Mitglied der SPÖ sowie der Gewerkschaft. Von 1949 bis 1974 war er Bürgermeister der Gemeinde Molln und von 1961 bis 1973 Mitglied des Oberösterreichischen Landtages, wo er den Ausschüssen für innere Angelegenheiten, öffentliche Wohlfahrt, volkswirtschaftliche Angelegenheiten sowie für Schulen, Kultur und Sport angehörte.

## Auszeichnungen
- 1961: Silbernes Ehrenzeichen für Verdienste um die Republik Österreich
- 1974: Ehrenring der Gemeinde Molln
- 1977: Berufstitel Oberschulrat